# Municipio de Marengo (Illinois)
El municipio de Marengo (en inglés: Marengo Township) es un municipio ubicado en el condado de McHenry en el estado estadounidense de Illinois. En el año 2010 tenía una población de 7564 habitantes y una densidad poblacional de 81,32 personas por km².

## Geografía
Según la Oficina del Censo de los Estados Unidos, el municipio tiene una superficie total de 93.01 km², de la cual 92.96 km² corresponden a tierra firme y (0.06%) 0.06 km² es agua.

## Demografía
Según el censo de 2010, había 7564 personas residiendo en el municipio de Marengo. La densidad de población era de 81,32 hab./km². De los 7564 habitantes, el municipio de Marengo estaba compuesto por el 89% blancos, el 0.5% eran afroamericanos, el 0.48% eran amerindios, el 0.44% eran asiáticos, el 0.01% eran isleños del Pacífico, el 7.68% eran de otras razas y el 1.89% pertenecían a dos o más razas. Del total de la población el 14.69% eran hispanos o latinos de cualquier raza.